# Lotfi Belhaj
Pour les articles homonymes, voir Belhaj.
Lotfi Belhaj, né le 14 janvier 1979 à Hammam Lif, est un footballeur tunisien. Il joue durant sa carrière au poste de milieu de terrain.

## Clubs
Lotfi Belhaj commence sa carrière au Club sportif de Hammam Lif avant de signer avec l'Étoile sportive du Sahel.
- avant 1999 : Club sportif de Hammam Lif ( Tunisie)
- 1999-2001 : Étoile sportive du Sahel ( Tunisie)
- 2001-2003 : Avenir sportif de La Marsa ( Tunisie)
- 2003-2004 : FC Gueugnon ( France)
- 2004 : Al-Wehda La Mecque ( Arabie saoudite)
- 2004-2005 : Avenir sportif de La Marsa ( Tunisie)
- 2005-2006 : Espérance sportive de Tunis ( Tunisie)
- 2006-2009 : El Gawafel sportives de Gafsa ( Tunisie)
- 2009 : Club sportif sfaxien ( Tunisie)
- 2009 : Olympique de Béja ( Tunisie)

## Palmarès
- Championnat de Tunisie (1) :
  - Vainqueur : 2006
- Coupe de Tunisie (3) :
  - Vainqueur : 2006, 2007, 2010